# Міністерство зовнішньої торгівлі СРСР
Міністерство зовнішньої торгівлі — основний орган державної монополії зовнішньої торгівлі СРСР.

## Історія

### Декрет про націоналізацію зовнішньої торгівлі
Радянська зовнішня торгівля здійснювалась на підставі державної монополії, запровадженої декретом РНК від 22 квітня 1918 року «Про націоналізацію зовнішньої торгівлі». В ст.1 зазначалось, що «Вся зовнішня торгівля націоналізується. Торгові оборудки з купівлі та продажу усілякого роду продуктів (видобувної, обробної промисловості, сільського господарства тощо) з іноземними державами й окремими торговими підприємствами за кордоном здійснюються від особи Російської Республіки спеціально на те уповноваженими органами. Окрім цих органів будь-які торгові оборудки з іноземними країнами для ввезення та вивезення забороняються». Відповідно до декрету безпосереднє державне керівництво зовнішньою торгівлею доручалось Народному комісаріату торгівлі та промисловості, перейменованому 1920 року на Народний комісаріат зовнішньої торгівлі. Зовнішньоторгові оборудки могли здійснюватись надалі тільки органами, спеціально уповноваженими державою.
Наркомат зовнішньої торгівлі РРФСР було створено 1920 року. За два роки з'явився Наркомат зовнішньої торгівлі СРСР, а 1924 року — Наркомат внутрішньої торгівлі СРСР, які 1925 року було злито в єдиний Наркомат зовнішньої та внутрішньої торгівлі. 1930 року наркомати знову були роз'єднані на Наркомат зовнішньої торгівлі та Наркомат постачання. 1953 року Міністерства зовнішньої та внутрішньої торгівлі злились у єдине міністерство, яке знову було розділено 1958 року. Згодом до Міністерства зовнішньої торгівлі було додано Державний комітет із зовнішніх економічних зв'язків.

### Народний комісаріат торгівлі та промисловості (НКТП РРФСР)
Створений 1917 року.
- Народні комісари:

- Ногін Віктор Павлович 1917–1918
- Красін Леонід Борисович 1919–1920

- Заступники наркома:

- Єлізаров Марк Тимофійович 1918–1919
- Соломон Георгій Олександрович 1919–1920

- Управляючий справами:

- Горчаков (Грінцер) Сергій Григорович 1918–1920

### Народний комісаріат зовнішньої торгівлі РРФСР (НКЗТ РРФСР)
Створений 1920 року шляхом реорганізації Наркомату торгівлі й промисловості РРФСР.
- Нарком:

- Красін Леонід Борисович

- Заступники наркома:

- Соломон Георгій Олександрович 1920
- Шейнман Арон Львович 1920
- Лежава Андрій Матвійович 1920–1922

- Управляючий справами:

- Грінцер Сергій Григорович1920—1921

### Народний комісаріат зовнішньої торгівлі СРСР (НКЗТ СРСР)
Створений 1922 року шляхом реорганізації Наркомату зовнішньої торгівлі РРФСР.
Нарком:
- Красін Леонід Борисович 1922–1925.

Заступники наркома:
- Фрумкін Мойсей Ілліч 1922–1924.
- Аванесов Варлам Олександрович 1924–1925.

### Народний комісаріат зовнішньої та внутрішньої торгівлі СРСР
У листопаді 1925 року Наркомат торгівлі СРСР і Наркомат зовнішньої торгівлі СРСР були об'єднані в Народний комісаріат зовнішньої та внутрішньої торгівлі СРСР.
- Наркоми:

- Цюрупа Олександр Дмитрович 1925 — 16 січня 1926
- Каменєв Лев Борисович 16 січня 1926 — 14 серпня 1926
- Мікоян Анастас Іванович 14 серпня 1926 — 22 листопада 1930

- Заступники наркома:

- Красін Леонід Борисович 1925–1926
- Шейнман Арон Львович 1925–1926

### Народний комісаріат зовнішньої торгівлі СРСР
- Наркоми:

- Розенгольц Аркадій Павлович 1930–1937
- Мікоян Анастас Іванович 1938–1946

- Заступники наркома:

- Вейцер Ізраїль Якович 1930–1934

### Міністерство зовнішньої торгівлі
1946 року було вперше створено міністерство зовнішньої торгівлі СРСР шляхом реорганізації Наркомату зовнішньої торгівлі СРСР.
З 5 березня до 24 серпня 1953 року було об'єднано з міністерством внутрішньої торгівлі й мало назву Міністерство внутрішньої та зовнішньої торгівлі.
24 серпня 1953 року указом Президії Верховної Ради СРСР знову було створено Міністерство зовнішньої торгівлі.

### Міністерство зовнішніх економічних зв'язків СРСР
Під час перебудови 1988 року Міністерство зовнішньої торгівлі було остаточно ліквідовано й завершило самостійне існування.
Разом із Державним комітетом СРСР із зовнішньоекономічних зв'язків Мінзовнішторг було об'єднано в МЗЕЗ СРСР. Голова ДКЕЗ СРСР став керівником нового міністерства.. Міністерство в такому вигляді існувало до розпаду СРСР у грудні 1991 року.
- Міністр:

- Катушев Костянтин Федорович

## Центральний апарат Міністерства
Центральний апарат Мінзовнішторгу розміщувався в Москві у висотній будівлі на Смоленській-Сенній площі, б. № 32/34, в якій також розміщувалось Міністерство закордонних справ СРСР.
Склад центрального апарату:
- Секретаріат і апарат міністра зовнішньої торгівлі
- Секретаріати заступників міністра
- Колегія Мінзовнішторгу
- Главки (головні управління)

- Головне інженерно-технічне управління (ГІТУ)

- Управління

- Управління кадрів

- Обчислювальний центр
- Партком (на правах райкому)
- Комітет комсомолу (на правах райкому)
- Профспілковий комітет
- Поліклініка

## Уповноважені Наркомату(Міністерства) зовнішньої торгівлі РСФСР(СРСР) при РНК (РМ) УРСР
- 9.05.1920 — 1921 Жур
- .02.1921 — .06.1921 Саммер Іван Адамович
- 1921 – 1923 Брон Саул Григорович
- 192.3 – 192.6 Золотарьов Олександр Йосипович
- 1927 – 192. Вейцер Ізраїль Якович
- .01.1931 – 1936 Каттель Михайло Абрамович
- .03.1938 – 193. Руденко В.К.
- .03.1948 – .12.1952 Грицай Ф.І.
- .12.1952 – 1953 Педьєв Володимир Овсійович
- 1953 – 1972 Хозяїнов Арсеній Іванович
- 1972 – 1981 Пашков Валентин Іванович
- 1981 – 1991 Ктітарєв Микола Михайлович

## Цікаві факти
- 1959 року за кордон було поставлено першу партію радянської горілки «Московская».
- 1966 року розділено товаропотоки зовнішньої торгівлі сільгосптоварами: «Продінторг» займався в основному сільгосптоварами тваринного походження, а «Союзплодоімпорт» — рослинного: чай, кава, какао-боби, шампанське, горілка.